# Bjała woda (obwód Burgas)
Bjała woda (bułg. Бяла вода) – wieś w południowo-wschodniej Bułgarii, w obwodzie Burgas, w gminie Małko Tyrnowo. Według danych Nacionalen Statisticzeski Institut, 31 grudnia 2011 roku wieś liczyła 36 mieszkańców.